# 隆基泰和智慧能源
隆基泰和智慧能源控股有限公司，簡稱隆基泰和智慧能源控股，以及隆基泰和智慧能源（英語：Longitech Smart Energy Holding Limited，港交所：1281），前身為「開世中國控股有限公司」和「隆基泰和控股有限公司」，是一家中國房地產開發公司，成立於2006年，主要在大連旅順開發房地產項目。
2011年12月至2012年1月，前身的開世中國在香港進行公開招股，招股價介乎0.87至1.2港元，集資最多1.8億元，集資所得主要用作開發房地產住宅項目及總部。開世中國招股價最終訂在0.9元，在1月12日於香港交易所上市。
2014年12月，中國隆基泰和集團創辦人、LONGEVITY INVESTMENT HOLDING LIMITED唯一董事長魏少軍（也是本集團董事長），以每股份0.8568港元，收購該公司持有450,900,000股股份，總代價為386,331,120港元，同時也進行分派原有開世中國業務。

## 外部連結
- 開世中國公司網站 （页面存档备份，存于）